# Birgit Rätsch
Birgit Rätsch (* 1965) ist eine deutsche Journalistin und Fachbuchautorin, die in erster Linie als Autorin für das BR Fernsehen und für Filme für die Jugendbildung bekannt wurde.

## Leben
Birgit Rätsch studierte an der LMU München Politikwissenschaften, Neuere Geschichte und Kommunikationswissenschaften. Während des Studiums arbeitete sie als feste Projektmitarbeiterin am Institut für Zeitgeschichte an einer Quellenedition zum Thema des deutschen Widerstandes gegen den Nationalsozialismus in den Jahren 1933–1945. 1995 schloss sie das Studium Magna cum Laude mit einer Promotion zum Dr. phil. ab. Für die Promotion (bei Eckhard Jesse) erhielt sie ein Stipendium der Konrad-Adenauer-Stiftung.
Birgit Rätsch veröffentlichte Artikel, Reportagen und Rezensionen in namhaften Zeitungen, wie der Süddeutschen Zeitung, dem Münchner Merkur, der Tz München, der FAZ und dem Tagesspiegel. Seit Januar 1995 ist sie als Autorin für den Bayerischen Rundfunk tätig, daneben dreht sie auch Filme für andere Sender, z. B. für Arte und ARD und für das Media Future Team.
Birgit Rätsch zählt zu den Referenten der Stiftung 20. Juli 1944.
Ihr Buch Das Prinzip Widerstand gilt als Standardwerk über Ernst Niekisch und wird international rezipiert.
Der 2006 gedrehte didaktische Spielfilm Imagework, bei dem sie für das Drehbuch zeichnet, wurde im gleichen Jahr in Wien als „empfehlenswertes didaktisches Multimediaprodukt für Schule, Aus-, Weiter- + Erwachsenenbildung“ mit dem Comenius EduMedia Siegel ausgezeichnet. Der Film wurde 2007 beim Kinderfilmfestival LUCAS in Frankfurt a. M. und auf dem Festicine Kids Festival in Cartagena sowie 2008 auf den 23. Internationalen Wirtschaftsfilmtagen in Wien gezeigt.
Auch für den 2014 entstandenen Film Mobber's End, der u. a. von der Dominik-Brunner-Stiftung, der Stiftung Bündnis für Kinder und dem KJR gefördert wurde, schrieb sie das Drehbuch. Der Film stieß auf ein breites Medienecho. Der Film wurde in mehrere Sprachen übersetzt und ist unter anderem auf Französisch und Portugiesisch erhältlich.
Seit 2020 arbeitet sie im Rahmen ihrer Produktionsfirma Media Future Team an dem Dokumentarfilm Schwabinger Geschichte(n) mit dem Münchner Alt-Oberbürgermeister Christian Ude.

## Werke

### Buchpublikationen
- Auf Messers Schneide. Zu den Versuchen, die NPD loszuwerden, in: Sebastian Liebold, Tom Mannewitz, Madeleine Petschke, Tom Thieme (Herausgeber): Demokratie in unruhigen Zeiten, Nomos, Baden-Baden 2018.
- Gemeinsam mit Hans-Gerd Jaschke und Yury Winterberg: Nach Hitler, Bertelsmann, München 2001, 1. Aufl.
- Widerstand als „Hochverrat“ 1933–1945, Erschließungsbd. 1998
- Das Prinzip Widerstand, Bouvier, Bonn 1997
- Hinter Gittern, Bouvier, Bonn 1992

### Filme (Auswahl)
- 2006 Imagework (Autorin)
- 2008 und 2010 Traumhäuser (Autorin und Regie)
- 2002, 2004, 2006, 2013 diverse BR-Reportagen (Autorin und Regie)
- 2011 Pullacher Geschichte(n) 1 (Autorin und Regie)
- 2014 Mobber's End (Autorin)
- 2014 Imagefilm Stadt Traunreut (Autorin und Regie)
- 2018 Pullacher Geschichte(n) 2 (Autorin und Regie)